# Blackfoot (Alberta)
Pour les articles homonymes, voir Blackfoot.
Blackfoot est un hameau (hamlet) du Comté de Vermilion River, situé dans la province canadienne d'Alberta.

## Démographie
En tant que localité désignée dans le recensement de 2011, Blackfoot a une population de 269 habitants dans 107 de ses 111 logements, soit une variation de 69.2% avec la population de 2006. Avec une superficie de 0,881 9 km2, le hameau possède une densité de population de 305,023 2 hab/km2 en 2011.
Concernant le recensement de 2006, Blackfoot abritait 159 habitants dans 70 de ses 75 logements. Avec une superficie de 0,881 9 km2, le hameau possédait une densité de population de 180,3 hab/km2 en 2006.